# جونيرة صبغية

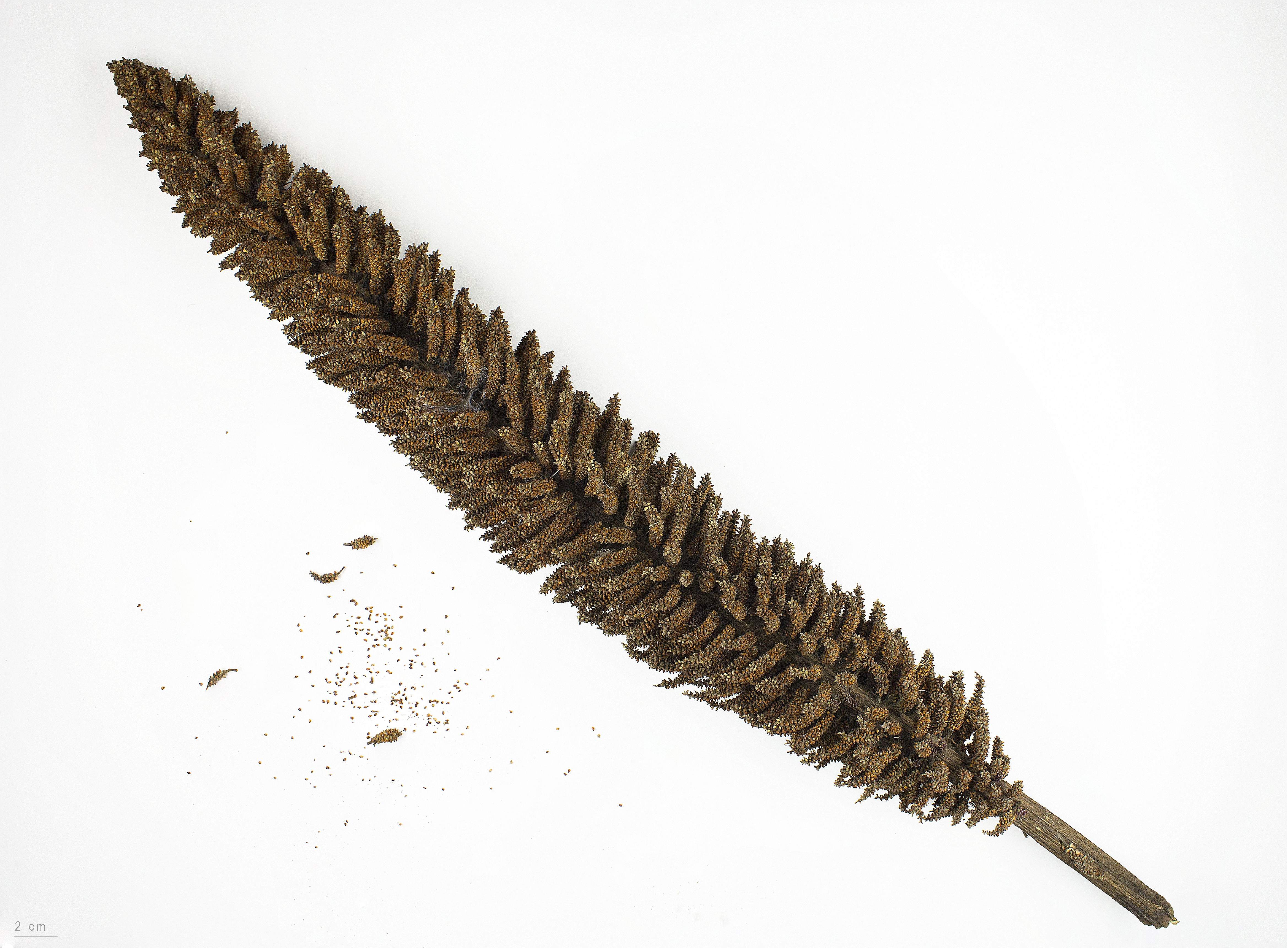
Gunnera tinctoria

جونيرة صبغية أو الراوند العملاق أو الراوند التشيلي (الاسم العلمي:Gunnera tinctoria) هي نوع من النباتات تتبع جنس الجونيرة من الفصيلة الجونيرية. وهي نباتات مزهرة أصلية في جنوب تشيلي والمناطق المجاورة في الأرجنتين. ولا علاقة لها بالراوند حيث أن النبتين تنتميان إلى رتب نباتية مختلفة ولكنها تبدو متشابهة عن بعد ولها استخدامات طهي مشابهة. إنها نبات معمر كبير الأوراق ينمو إلى أكثر من مترين. وقد تم إدخاله إلى أجزاء كثيرة من العالم كنبات للزينة وفي بعض البلدان (على سبيل المثال نيوزيلندا وبريطانيا العظمى وأيرلندا) انتشرت خارج الحدائق وأصبحت مشكلة أعشاب ضارة.